# Philipposcopus maquilingensis
Philipposcopus maquilingensis är en insektsart som beskrevs av Baker 1915. Philipposcopus maquilingensis ingår i släktet Philipposcopus och familjen dvärgstritar. Inga underarter finns listade i Catalogue of Life.